# Schlossteich (Ballenstedt)
Der Schlossteich ist ein denkmalgeschützter Teich in Ballenstedt in Sachsen-Anhalt.
Der Kunstteich liegt westlich vom Schloss Ballenstedt im Schlosspark Ballenstedt. Auf der Nordseite des Teichs befindet sich ein 130 Meter langer, das Wasser eines Bachs aufstauender Staudamm. Der Teich selbst erreicht eine Länge von bis zu 170 Metern bei einer Breite von bis zu 130 Metern. Im westlichen Teil des Teichs befindet sich eine kleine Insel.
Unmittelbar östlich und nördlich des Teichs führt der Selketalstieg entlang.
Im Jahr 2005 erfolgte eine Sanierung des Staudamms. Trotzdem traten nachfolgend Probleme am Damm auf. 2016 brach aus der Böschungsrückseite ein Ausbruch auf, der repariert werden musste. 2017 trat auf dem Damm ein etwa ein Meter tiefes Loch auf, so dass der dort entlangführende Weg gesperrt werden musste. Eine weitere Sanierung des Damms ist vorgesehen.
Im örtlichen Denkmalverzeichnis ist der Kunstteich unter der Erfassungsnummer 107 25039 als Baudenkmal verzeichnet.